# Corpus allatum
En fisiología de los insectos el corpus allatum (plural: corpora allata) o cuerpos alados es un par de glándulas endocrinas que produce hormona juvenil y juega un importante papel en la metamorfosis. La extracción quirúrgica del corpus allatum puede hacer que una larva entre en pupación, resultando en un adulto miniatura. Recíprocamente, el trasplante del corpum allatum impide que la larva pase al estadio de pupa y prolonga anormalmente el estadio larval, llevando a gigantismo.
En muchas moscas (Diptera) el corpus allatum está fusionado con el corpus cardiacum, formando una glándula en anillo, también conocida como anillo de Weismann.
En especies de Lepidoptera el corpus allatum actúa como sitio de liberación de hormona protoracicotrópica, producida por el cerebro.